# Prager Kunstraub
Beim Prager Kunstraub handelt es sich um die Erbeutung zahlreicher Kunstgegenstände durch die schwedische Armee am Ende des Dreißigjährigen Krieges während der Belagerung von Prag.

## Die militärische Situation
Obwohl die Verhandlungen zum Westfälischen Frieden im Sommer 1648 bereits in der Endphase waren, hielten die Kampfhandlungen an, wenn auch große Schlachten – wie in den Anfangsphasen des Dreißigjährigen Krieges – größtenteils ausblieben. Die Hauptstreitmacht der Kaiserlichen und der mit ihnen verbündeten Bayern stand nach der Niederlage bei Zusmarshausen gegen die schwedisch-französische Hauptarmee unter Turenne und Wrangel an Inn und Donau im Kurfürstentum Bayern, wo sie sich reorganisierte und Truppen aus Böhmen als Verstärkung heranzog. Währenddessen wandte sich ein kleiner Teil der schwedischen Armee unter General Königsmarck in das schwach verteidigte Königreich Böhmen und nahm dort am 26. Juli 1648 mit Hilfe des kaiserlichen Überläufers Ernst Odowalsky im Handstreich die Prager Kleinseite ein und begann die jenseits der Moldau gelegene Prager Altstadt zu belagern.

## Verlauf

Kristina von Schweden (Gemälde von Sébastien Bourdon)

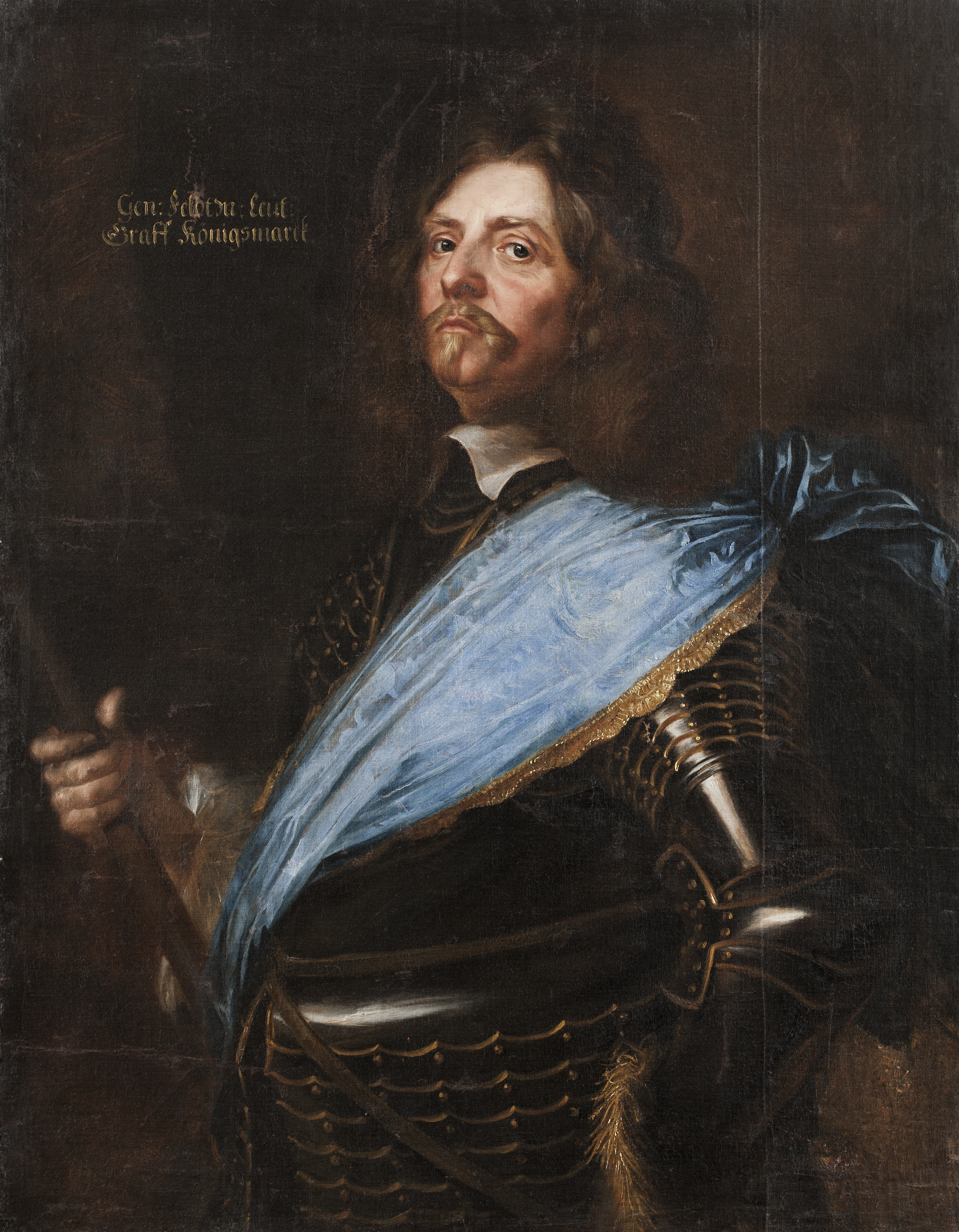
Hans Christoff Königsmarck 1651, von Matthäus Merian dem Jüngeren

Vertumnus von Arcimboldo. Porträt Kaiser Rudolfs II., heute in Schloss Skokloster

Größere Bücherkonfiszierungen und -abtransporte aus dem böhmisch-mährischen Territorium hatten bereits 1646 in der besetzten Stadt Olmütz und mit der von Kardinal Franz Seraph von Dietrichstein begründeten Sammlung im Schloss Nikolsburg stattgefunden.
Nachdem Königin Christina von Schweden am 5. August 1648 die Erfolgsmeldung über die Eroberung der Prager Kleinseite erhalten hatte, wandte sie sich in einem Schreiben unmittelbar an ihren Vetter, Pfalzgraf Karl (X.) Gustav, seit Oktober 1648 schwedischer Oberbefehlshaber, mit der Bitte, die Prager Kunstschätze für die schwedische Krone „zu reservieren“. Wenig später befahl Christina in einem weiteren Brief an Karl Gustav explizit, die kostbarsten Stücke der Sammlung Kaiser Rudolfs II. „in Verwahrung zu nehmen“. Die von ihr gewünschten Objekte sollten moldau- und elbabwärts bis nach Mecklenburg und anschließend über die Ostsee transportiert werden. Königsmarck sei inzwischen instruiert, sich persönlich, auch hinsichtlich der Logistik, um Archiv, Bibliotheken und Kunstschätze zu kümmern.
Erbeutet und abtransportiert wurden beim Prager Kunstraub nicht nur die Schätze der Prager Burg, sondern auch anderer Paläste des Prager Burgbergs, so z. B. die bedeutende Rosenberg-Bibliothek. Auch die Bronzeplastiken des rudolfinischen Hofkünstlers Adriaen de Vries aus dem Garten des Waldsteinpalais wurden abmontiert und geraubt. Das Kernstück waren allerdings große Teile der berühmten Kunstsammlung Kaiser Rudolfs II., die damals noch europaweit als Inbegriff des fürstlichen Kunstverstandes galt. Obwohl gleich nach dem Tod Rudolfs II. und kurz vor bzw. zu Beginn des Dreißigjährigen Krieges mehrere Gegenstände aus der Kunstkammer nach Wien gekommen waren, fielen den Schweden über 700 Gemälde in die Hände, darunter auch zahlreiche Werke des kaiserlichen Kammermalers Frans Luycx. Unter den erbeuteten wertvollen Manuskripten ragen der Codex Argenteus und der Codex Gigas heraus.
Sogar das Böhmische Kronarchiv, das in der Wenzelskapelle im Prager Veitsdom verwahrt wurde, wurde ebenfalls mitgenommen. Einige der Bücher und Dokumente wurden um etwa 1690 von dem österreichischen Gesandten in Stockholm, Graf Anton Johann Nostitz, um 1.000 Dukaten zurückgekauft.
Nicht weniger bedeutsam waren auch die Verluste in den Bibliotheken, die auf Anweisung der Königin beschlagnahmt wurden, deren Bestände sie nicht nur als willkommenen Zuwachs für ihre eigene Bibliothek, sondern auch für die neu errichtete Akademiebibliothek in Uppsala und die Gymnasien in Strängnäs, Västerås und Linköping betrachtete.
Der Abtransport stellte „logistisch“ kein kleines Problem dar. Militärisch hatten sich die Schweden den Wasserweg auf Moldau und Elbe durch die Einnahme von Tetschen am 16. September 1648 gesichert. Das Verladen des größten Teils der Beute und ihr Transport nach Norddeutschland musste jedoch auf Friedenszeiten warten. Der größte Teil der Beute wurde 1649 weggebracht, jedoch kam nicht alles in Stockholm an, da einiges von den einfachen Soldaten veruntreut wurde. Eine offensichtliche Sensation war der Transport eines Löwen, den Königsmarck als lebendiges Wappensymbol des Böhmischen Löwen nach Schweden verbringen ließ. Was von den Prager Kunstschätzen tatsächlich in Schweden ankam, ist nicht vollständig belegt. Viele Kunstwerke in ganz Europa zeigten, dass einige Offiziere in den schwedischen Truppen ihre eigenen Galerien oder Gärten zuhause mit Gemälden und Statuen schmückten.
Am Schauplatz der gleichzeitig stattfindenden Friedensverhandlungen in Münster legten die kaiserlichen Gesandten heftigen, jedoch erfolglosen Protest ein. Ende November 1648 kamen die Prager Kunstschätze, Archive und Bibliotheken in der Festung Dömitz an, wo sie zur Überwinterung eingelagert wurden. Am 20. Januar 1649 wurde angeordnet, die Beute beim ersten offenen Wasser über die Ostsee bringen zu lassen. Am 14. April schließlich erreichten die Schätze Stockholm. Viele der Gemälde wurden in weiterer Folge auf die königlichen Schlösser rund um Stockholm verteilt, ein großer Anteil davon ist heute im Schloss Gripsholm ausgestellt. Nach Königin Christinas Abdankung 1654 nahm sie eine größere Auswahl Kunstgegenstände, vor allem Gemälde, mit in ihr Exil nach Rom. Dieser Teil der früheren Prager Sammlung wurde nach ihrem Tod von ihren Erben verkauft und gelangte unter anderem in die Sammlung Orléans des französischen Regenten Philippe II. d’Orléans, die später durch weitere Verkäufe größtenteils nach Großbritannien gelangte.
Das De-Vries-Museum in Schloss Drottningholm in Stockholm, das größte seiner Art, ist zum überwiegenden Teil mit Bronzen aus Prag gefüllt. Nur die Venus des Bildhauers Adriaen de Vries kehrte 1889 nach Prag zurück und befindet sich seither wieder in der Prager Burggalerie im Garten des Waldsteinpalais.

## Ausgewählte Objekte
Ausgewählte geraubte Objekte mit ihren heutigen Standorten:
| Stadt     | Standort              | Objekt                                                                |
| --------- | --------------------- | --------------------------------------------------------------------- |
| Stockholm | Königliche Bibliothek | Codex Gigas, eine Riesenbibel aus dem 13. Jahrhundert                 |
| Uppsala   | Carolina Rediviva     | Codex Argenteus, Rest eines um 505 verfassten spätantiken Evangeliars |